# Genitale herpes

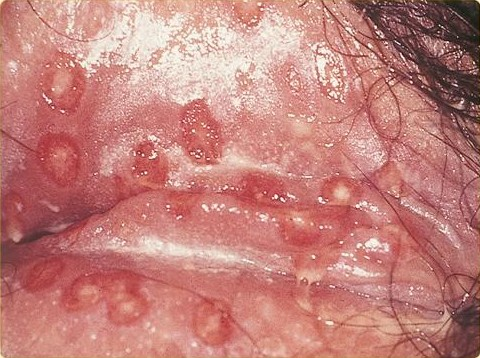
Genitale herpesblaasjes op het vrouwelijk geslachtsorgaan.

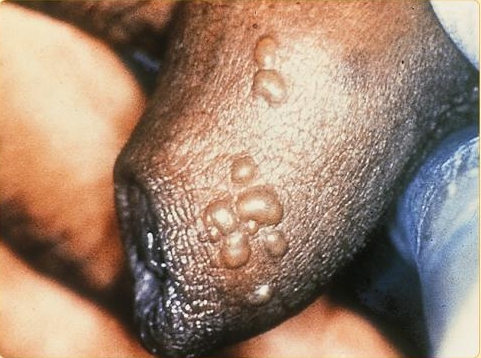
Genitale herpesblaasjes op het mannelijk geslachtsorgaan.

Genitale herpes is een geslachtsziekte die veroorzaakt wordt door het virus herpes simplex en kan leiden tot genitale klachten. Wie eenmaal besmet is met het virus, draagt het een leven lang bij zich, ook als er geen symptomen zijn.  Oorspronkelijk werd gedacht dat genitale herpes uitsluitend door het HSV-2 virus veroorzaakt werd.  Met de toename van orale seks blijkt echter dat zowel HSV-1 als HSV-2 varianten verantwoordelijk zijn voor genitale herpes.

## Symptomen
De symptomen van de ziekte beginnen met een prodromale fase: hoofdpijn, moeheid, spierpijn en jeuk op de plaats van infectie.
Na de prodromale fase ontstaan er blaasjes. Bij de man kunnen deze blaasjes ontstaan op de schacht van de penis, de genitale regio, de binnenkant van de dij, de billen of op de anus. Bij vrouwen kunnen de vulva, billen, anus en algemene schaamstreek aangedaan zijn. 
De blaasjes worden na een tijd pijnlijke zweertjes, welke langzaam indrogen.

## Transmissie
Het virus wordt meestal via huid-op-huid-contact overgedragen, maar dit kan ook op een indirecte manier (bijvoorbeeld via lippenbalsem). Genitale transmissie kan leiden tot genitale klachten, orale transmissie kan leiden tot een koortslip.  Het herpes virus kan tot wel vier uur buiten het lichaam overleven, vooral in een vochtige en warme omgeving.  

## Behandeling
Doorgaans is geen behandeling nodig en verdwijnen de klachten vanzelf.  Echter, bij zeer ernstige (pijn)klachten of zeer regelmatig terugkerende uitbraken kan de huisarts besluiten antivirale medicijnen voor te schrijven, bijvoorbeeld Aciclovir.  Deze medicijnen kunnen een verkortende rol spelen bij een uitbraak, mits binnen 72 uur na de eerste tekenen van een naderende uitbraak toegediend.  Ook kunnen deze middelen bij een zogenoemde dagelijkse onderdrukkingstherapie de kans op uitbraken en besmetting van anderen verlagen. Echter, de kans op besmetting van anderen, ook zonder zichtbare symptomen bij de drager van het virus blijft zelfs bij juist gebruik van de medicijnen aanwezig.  Evenmin kan onderdrukkingstherapie de kans op uitbraken helemaal wegnemen.  Er bestaat geen genezing voor een herpesbesmetting.